# Milan Mokroš
Milan Mokroš (* 4. Juli 1957 in Karviná, Tschechoslowakei) ist ein ehemaliger tschechisch-deutscher Eishockeyspieler und -trainer, der von 1983 bis 1997 für die Düsseldorfer EG, Eintracht Frankfurt und die Kassel Huskies in der Eishockey-Bundesliga bzw. DEL spielte.

## Karriere

### Als Spieler
Mit zehn Jahren begann er bei Baník Karviná mit dem Eishockey. 1973 spielte er in der tschechoslowakischen Junioren-Nationalmannschaft. Mit 18 Jahren folgte der Wechsel zur TJ Vítkovice, wo er 1981 die Landesmeisterschaft gewinnen konnte. Ebenfalls 1981 kam seine Flucht nach Deutschland. Ein Jahr später erhielt Mokros die deutsche Staatsangehörigkeit. Sportlich ging es nun in die USA. Beim Farmteam der Minnesota North Stars, den Birmingham South Stars, spielte er eine Saison und wechselte zum Saisonende zurück nach Deutschland, zur Düsseldorfer EG.
Im Sommer 1986 wechselte er zu Eintracht Frankfurt und blieb für fünf Jahre am Main. 1988 heiratete er seine Frau Christa und 1989 kam ihre Tochter Saskia-Mona zur Welt. Er wechselte zur Saison 1991/92 nach Kassel in die 2. Liga und schaffte in der dritten Spielzeit den Aufstieg in die Deutsche Eishockey Liga. Weitere drei Jahre spielte er nun mit den Kassel Huskies in der höchsten deutschen Spielklasse, bevor er zum Saisonende nach Braunlage in die 2. Liga wechselte, um dort zum Saisonende seine Karriere zu beenden.

### Als Trainer
Als Co-Trainer unter Bill Lochead und Hans Zach kehrte er nach Kassel zurück und übernahm dann die Junioren der Huskies. In der DEL-Saison 2004/05 übernahm Mokroš im Dezember 2004 das Amt des Cheftrainers von Mike McParland. Den sportlichen Abstieg konnte er aber nicht verhindern, weshalb er nach Saisonende von Bernhard Englbrecht abgelöst wurde. Seit der Saison 2010/11 ist er wieder Cheftrainer der Kassel Huskies, nachdem diese keine DEL Lizenz erhalten haben und somit in der Hessenliga neustarten mussten. Milan Mokroš gelang der sofortige Aufstieg in die Regionalliga.